# Вайзнага (Техас)
Вайзнага (англ. Yznaga) — переписна місцевість (CDP) в США, в окрузі Камерон штату Техас. Населення — 108 осіб (2020).

## Географія
Вайзнага розташована за координатами 26°19′43″ пн. ш. 97°48′54″ зх. д. / 26.32861° пн. ш. 97.81500° зх. д. (26.328525, -97.815009).  За даними Бюро перепису населення США у 2010 році переписна місцевість мала площу 14,15 км², з яких 14,11 км² — суходіл та 0,04 км² — водойми.

## Демографія
Згідно з переписом 2010 року, у переписній місцевості мешкала 91 особа у 29 домогосподарствах у складі 25 родин. Густота населення становила 6 осіб/км².  Було 36 помешкань (3/км²).
Расовий склад населення:
| - 91,2 % — білих - 8,8 % — осіб інших рас |

До двох чи більше рас належало 0,0 %. Частка іспаномовних становила 95,6 % від усіх жителів.
За віковим діапазоном населення розподілялося таким чином: 25,3 % — особи молодші 18 років, 54,9 % — особи у віці 18—64 років, 19,8 % — особи у віці 65 років та старші. Медіана віку мешканця становила 38,3 року. На 100 осіб жіночої статі у переписній місцевості припадало 111,6 чоловіка;  на 100 жінок у віці від 18 років та старших — 88,9 чоловіка також старших 18 років.
Цивільне працевлаштоване населення становило 23 особи. Основні галузі зайнятості: мистецтво, розваги та відпочинок — 100,0 %.